# ۱۶۸۰ (میلادی)
۱۶۸۰ (میلادی) هزارو ششصد و هشتادمین سال تقویم میلادی است.

## زادگان
- ۹ آوریل – فیلیپ نریکول دستوش، بازیگر فرانسوی (د. ۱۷۵۴)

## درگذشتگان
- ۳۱ مه – یواخیم نئاندر، آهنگساز آلمانی (ز. ۱۶۵۰)